# Suragina nigritarsis
Suragina nigritarsis är en tvåvingeart som först beskrevs av Carl Ludwig Doleschall 1858.  Suragina nigritarsis ingår i släktet Suragina och familjen bäckflugor.
Artens utbredningsområde är Moluckerna. Inga underarter finns listade i Catalogue of Life.